# 布喬亞灣

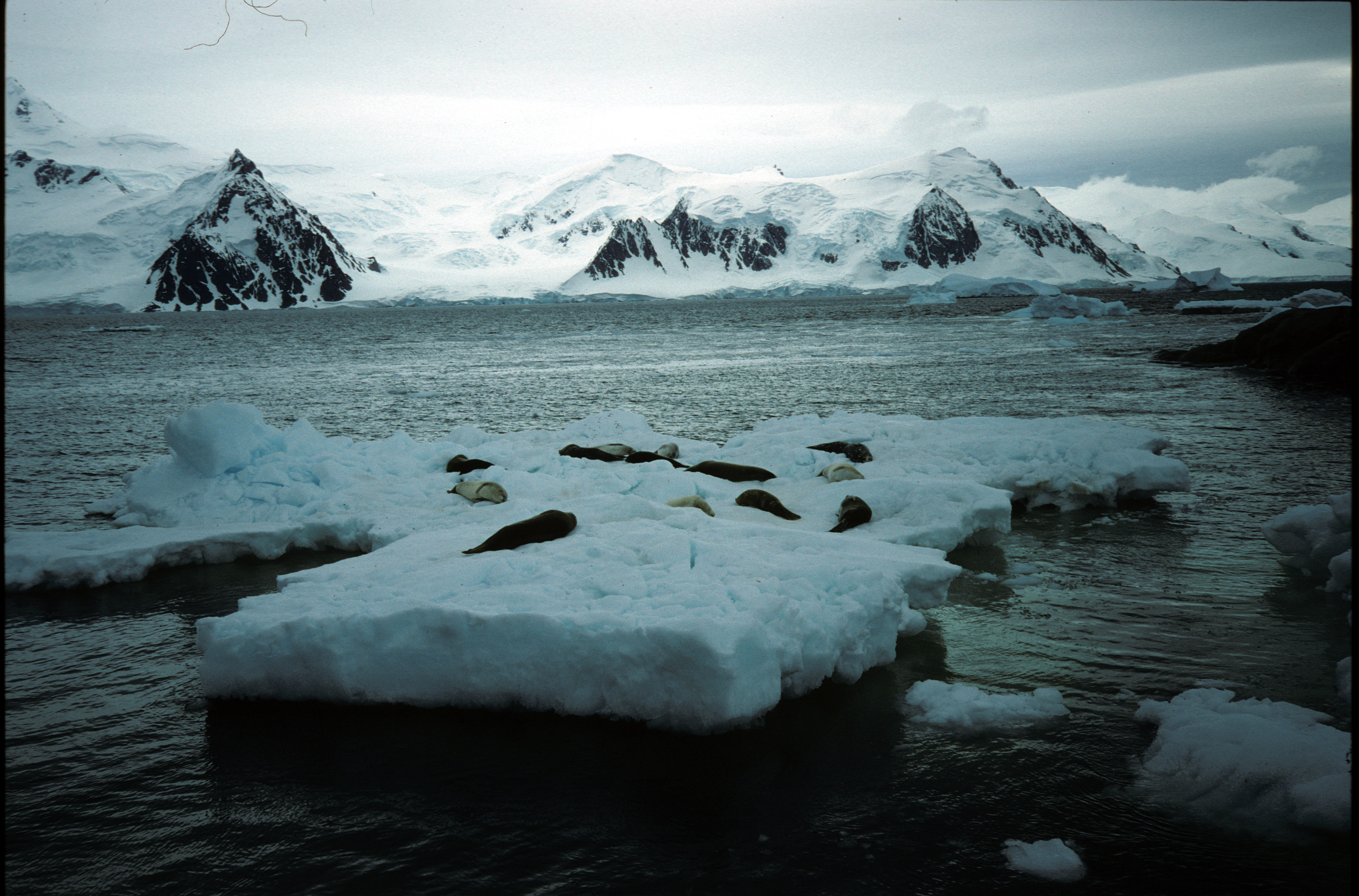
在布喬亞灣中浮冰的海豹。

布喬亞灣（英語：Bourgeois Fjord）是南極洲的海灣，位於葛拉漢地西岸，長50公里、寬5至8公里，由讓-巴蒂斯特·夏古率領的法國探險隊發現，現時由南極條約體系管理。

## 外部連結
- SCAR Composite Antarctic Gazetteer（页面存档备份，存于）.

67°40′S 67°5′W / 67.667°S 67.083°W